# フィレオフィッシュ

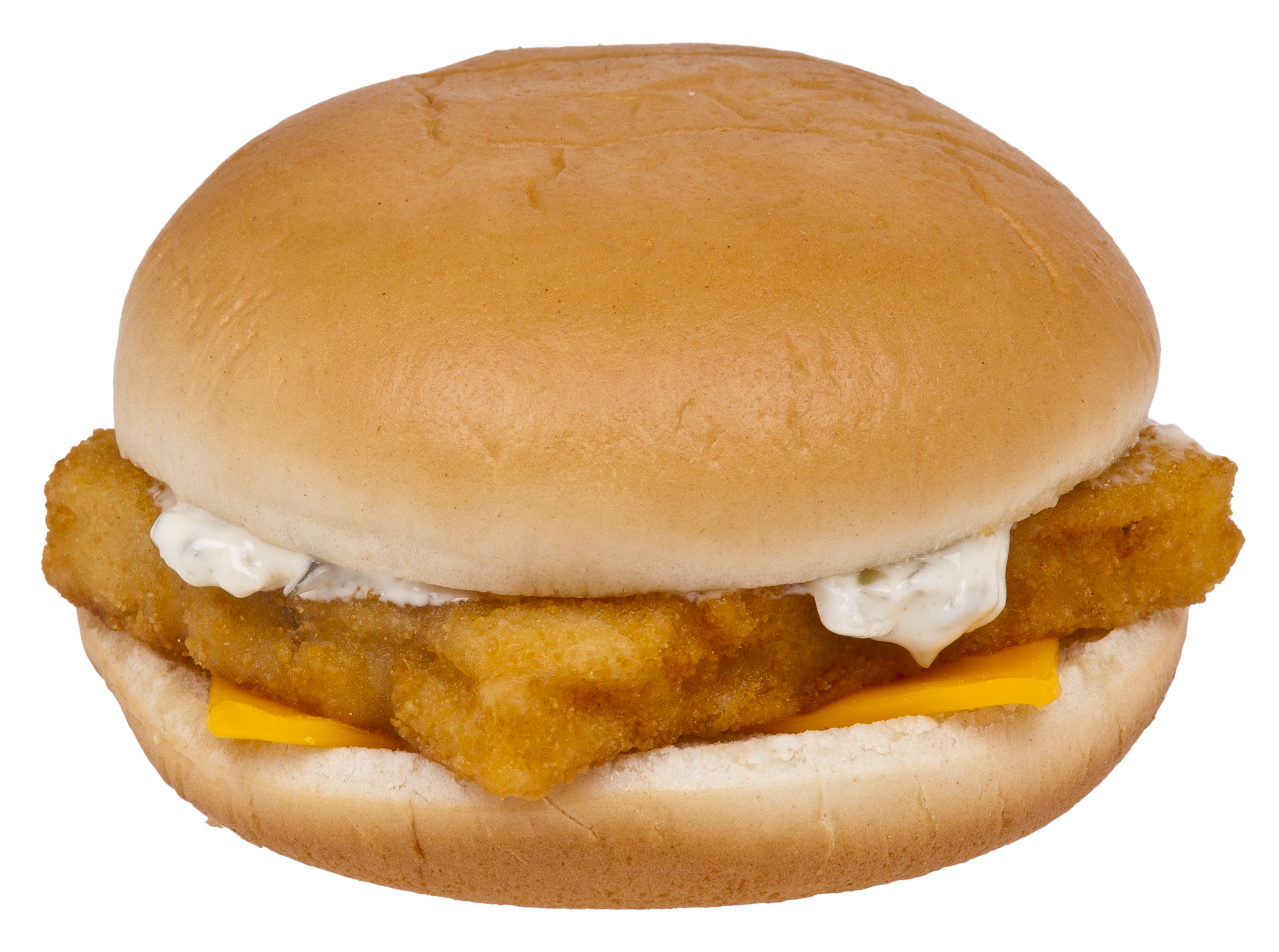
フィレオフィッシュ

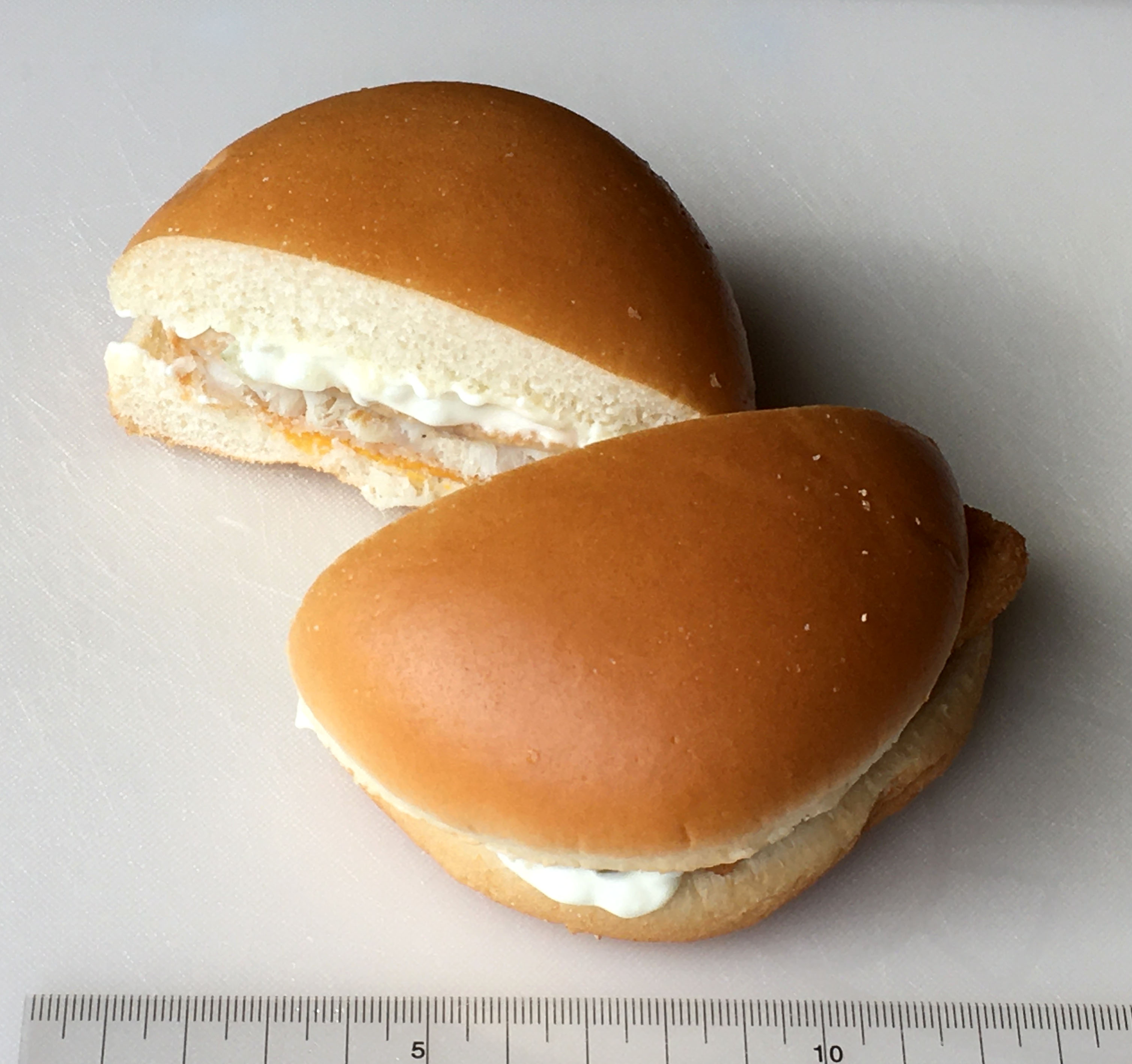
フィレオフィッシュ

フィレオフィッシュ（英: Filet-O-Fish）は、ファーストフードチェーンのマクドナルドが販売しているサンドイッチメニューの一つ。ハンバーガーに類似しており、公式メニュー上でも「バーガー」の一つとして扱われているが、牛挽肉を使用していないため厳密にはハンバーガーではない。

## 商品概要

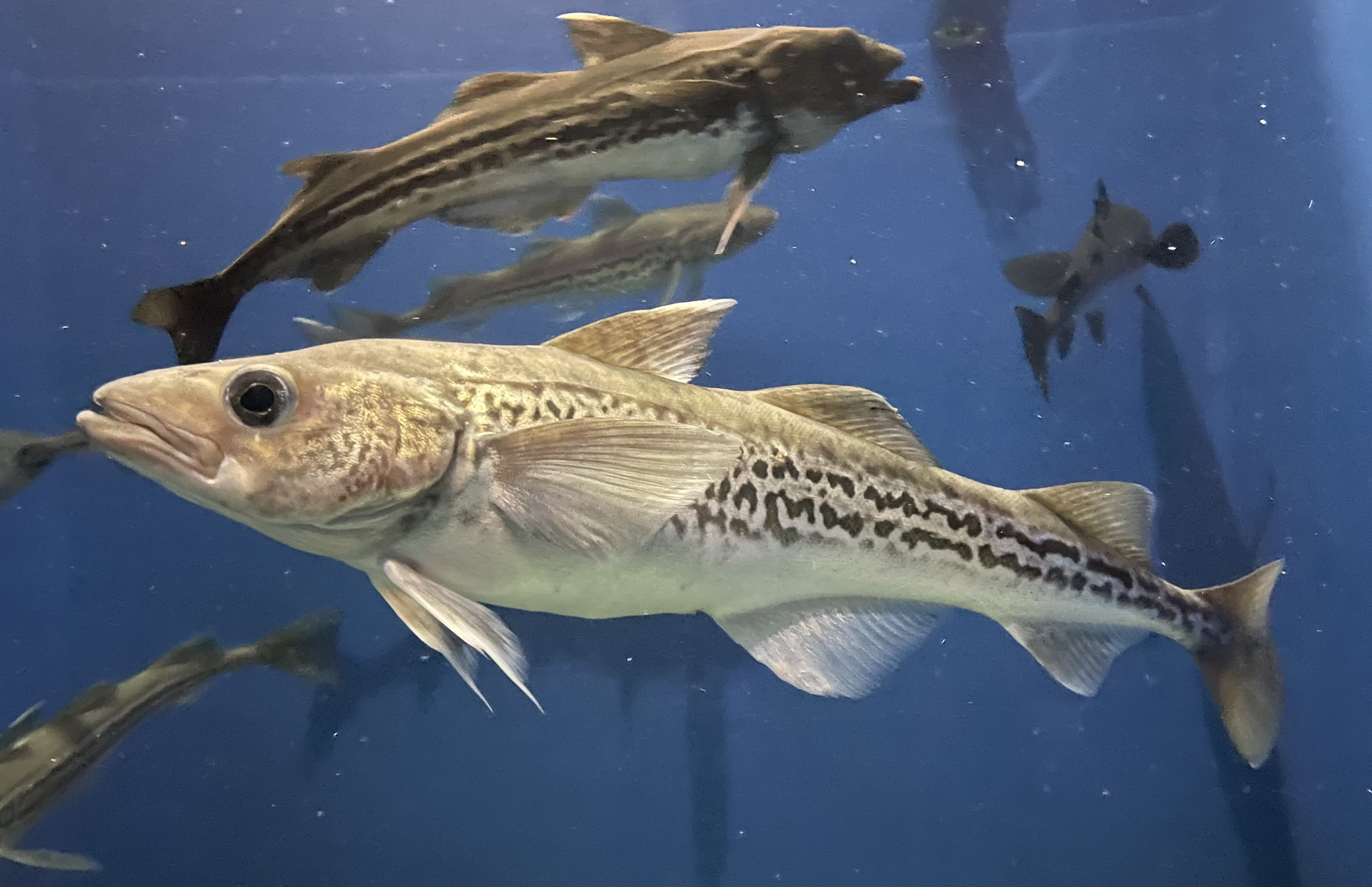
スケトウダラ

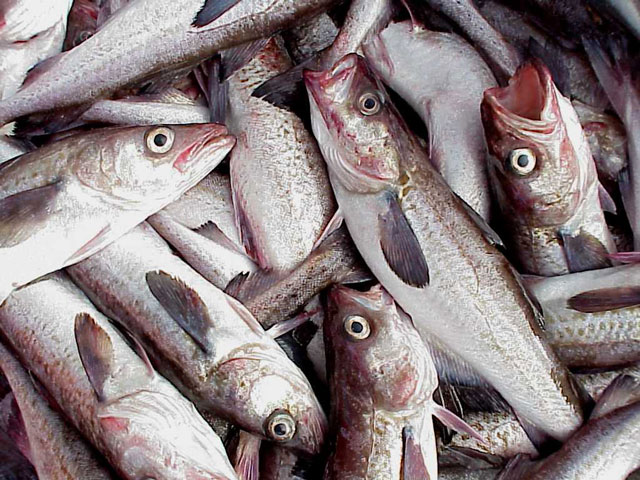
スケトウダラ

フィレ「Filet」は骨のない魚の切り身を意味している。あっさりとしたスケトウダラなどの白身魚のフライにタルタルソースがかけられ、スライスチーズと共に、レギュラーバンズ（パン）に挟んで提供される。また、バンズは（他の、肉を使ったハンバーガーとは違い、鉄板で焼かずに）スチーマーで蒸したものを使用する。またスライスチーズは半分にカットしたものが使われる。
提供時にはバンズのふわふわ感が潰れて損われないよう、ビッグマックと同じような硬い紙製の箱に入れて出される。なお、日本では1978年以降、発泡スチロール製のクラムシェルボックスを使用していたが、ゴミ問題などから1990年にアメリカのマクドナルドがこの容器の使用中止を決定。日本でも段階的に首都圏から紙ラップに切り替えた後、現在の紙箱になった。

## 商品史

### 商品開発
1959年よりオハイオ州シンシナティでマクドナルドのフランチャイジーとして店の経営にあたっていたルー・グルーンは、開業当初から経営難に直面していた。理由の一つに地域の宗教上の問題があった。グルーンの店の周囲にはカトリックの信者が多く暮らしており、「肉を食べてはいけない」金曜日になると客足が遠のいていた。また灰の水曜日から復活祭までの約40日間も売上が大きく落ち込んだ。
グルーンは、近所にあったビッグボーイのチェーン店が、魚のサンドイッチを提供していることを知った。これをヒントとして独自の魚フライのホットサンドイッチを作るための試行錯誤を始めた。
1961年、グルーンは最初にオヒョウの切り身のフライとタルタルソースを使ったフィレオフィッシュを完成させ、店での販売許可を得るためにマクドナルド本社のレイ・クロックとの交渉に臨んだ。しかしクロックは「店が魚臭くなる」という理由で当初この提案を却下した。グルーンは諦めずに粘り交渉を続けたところ、クロックから「フラ・バーガー(Hulu Burger)」を売ってみたらどうかと逆提案を受けた。
クロックが提案した「フラ・バーガー」はパイナップルの上にチーズを載せて焼いたものを挟んだホットサンドイッチだった。グルーンとクロックは、どちらのメニューが売れるか賭けをすることになった。1962年のある金曜日、グルーンの店で「フラ・バーガー」と「フィレオフィッシュ」のどちらが売れるかのテスト販売が行われた。結果、「フラ・バーガー」は売上げ6ドル、「フィレオフィッシュ」は350ドルを売り上げた。
クロックは負けを認めた上で魚のレシピをメニューに加えることに同意した。ただしフィレオフィッシュに使う魚をオヒョウではなく別のものにすることを求めた。オヒョウは漁獲高の増減が大きく値段の変動が大きいため、アメリカ全土に展開するには不適格であったからである。代わりとなる海産物をテストしたところ、当初はハマグリにパン粉をまぶしたものが適しているという結論がでた。このレシピに「ディープ・シー・ドーリー」と名前をつけてテスト販売したが、調理法が難しかったために断念することになった。最終的にタイセイヨウダラをフライにしたものを「フィレオフィッシュ」と命名し、全米のマクドナルドのメニューに載せることになった。

### 商品の変遷
アメリカでは、アラスカでのタラ類の漁獲高の減少により、1996年9月26日にフィレオフィッシュをメニューより外し、高級指向の「フィッシュ・デラックス（Fish Delux）」を加えると発表した。しかし、顧客からフィレオフィッシュを復活を要望する内容の手紙や嘆願書が多く寄せられ、1998年3月22日にメニューに復帰させた。

## 原材料を巡る問題
日本マクドナルドでは、原材料となる白身魚についてスケトウダラを使用しており、アメリカ・ベーリング海産のスケトウダラをタイで加工した後に日本に輸送している。
日本以外ではマダラや深海魚のホキ、メルルーサも使用されている。インターナショナル・ヘラルド・トリビューン紙は2009年9月10日付けの紙面で、マクドナルドだけで年間約7,000t（1,500万ポンド）のホキを消費していると報じた。またこの漁獲により、ホキは絶滅の危機にあり、ホキの漁獲量の制限が行われているとした。
2013年1月、マクドナルドは全米で販売するフィレオフィッシュについてはすべてアラスカ産のスケソウダラを使用すると発表。またこのスケソウダラは海洋管理協議会（略称：MSC）から持続可能性な漁で流通されているとの認定を受けた。この認定は全米で展開するレストランチェーンでは初めてのことだった。しかし、ベーリング海でのスケソウダラ漁は底引き網で行われており、絶滅の危機にあるオヒョウを混獲していると指摘されている。